# María Eugenia Sader
Pour les articles homonymes, voir Sader.
María Eugenia Sader est une militaire et femme politique vénézuélienne, née le 18 mars 1956. Affiliée au Parti socialiste unifié du Venezuela, elle est ministre de la Santé de 2010 à 2013. Médecin pédiatre, elle est également colonel de l'armée de l'air.

## Biographie
María Eugenia Sader est la fille de l'homme politique Rubén Sader Pérez, l'un des leaders du parti Action démocratique (AD) créé en 1941, également directeur général de la compagnie nationale de pétrole Corporación Venezolana del Petróleo entre 1963 et 1969 sous la présidence de Raúl Leoni. 
Elle a été nommée vice-ministre du Réseau de santé publique collective, un bureau du ministère de la Santé, puis ministre de la Santé du Venezuela le 25 mai 2010 par le président Hugo Chávez en remplacement de Luis Reyes Reyes (es), candidat aux législatives.